# 拉罗克 (上加龙省)
拉罗克（法語：Larroque，法語發音：[laʁɔk]）是法国上加龙省的一个市镇，属于圣戈当区。

## 地理
拉罗克（43°11'44"N, 0°36'35"E）面积19.83 平方千米，位于法国奧克西塔尼大區上加龙省，该省份为法国西南部内陆省份，西南端与西班牙接壤，自此顺时针与上比利牛斯省、热尔省、塔恩-加龙省、塔恩省、奥德省和阿列日省接壤。
与拉罗克接壤的市镇（或旧市镇、城区）包括：巴莱斯塔、卡尔代亚克、卡扎里唐布雷、勒屈安、洛德、蒙莫兰、尼藏热斯、圣普朗卡尔、萨尔卡沃、萨尔默藏。

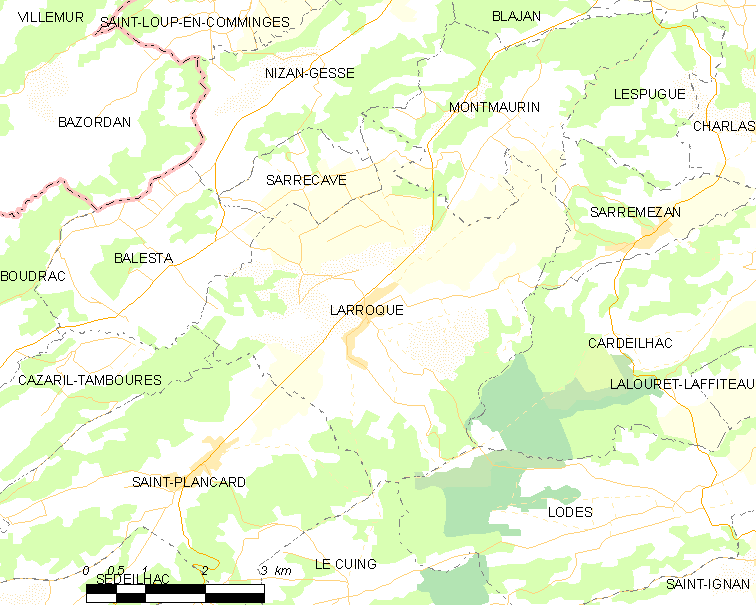
的OSM定位图

拉罗克的时区为UTC+01:00、UTC+02:00（夏令时）。

## 行政
拉罗克的邮政编码为31580，INSEE市镇编码为31276。

## 政治
拉罗克所属的省级选区为圣戈当县。

## 人口

1962-2008年间人口变化图示

拉罗克于2022年1月1日时的人口数量为292人。